# Mistrzostwa Świata Juniorów w Narciarstwie Klasycznym 1993
Mistrzostwa Świata Juniorów w Narciarstwie Klasycznym 1993 – zawody sportowe, które odbyły się w dniach 2-6 marca 1993 roku w czeskim Harrachovie. Podczas mistrzostw zawodnicy rywalizowali w 8 konkurencjach, w trzech dyscyplinach klasycznych: skokach narciarskich, kombinacji norweskiej oraz w biegach narciarskich. W tabeli medalowej zwyciężyła reprezentacja Norwegii, której zawodnicy zdobyli 4 złote, 2 srebrne i 1 brązowy medal. 

## Program
2 marca
- Biegi narciarskie - 5 kilometrów (K), 10 kilometrów (M)
- Skoki narciarskie - skocznia normalna indywidualnie (M)

3 marca
- Kombinacja norweska - skocznia normalna, 15 kilometrów indywidualnie (M)
- Skoki narciarskie - skocznia normalna drużynowo (M)

4 marca
- Biegi narciarskie - sztafeta 4x5 kilometrów (K), 4x10 kilometrów (M)
- Kombinacja norweska - skocznia normalna, 5 kilometrów drużynowo (M)

6 marca
- Biegi narciarskie - 15 kilometrów (K), 30 kilometrów (M)

## Medaliści

### Biegi narciarskie
Mężczyźni
| Konkurencja                      | Data         | Złoto                                                                            | Srebro                                                                               | Brąz                                                                 |
| -------------------------------- | ------------ | -------------------------------------------------------------------------------- | ------------------------------------------------------------------------------------ | -------------------------------------------------------------------- |
| Bieg na 30 km techniką dowolną   | 6 marca 1993 | Kjetil Juul Pedersen                                                             | Remi Andersen                                                                        | Mathias Fredriksson                                                  |
| Bieg na 10 km techniką klasyczną | 2 marca 1993 | Mathias Fredriksson                                                              | Lars Carlsson                                                                        | Thobias Fredriksson                                                  |
| Bieg sztafetowy 4x10 km          | 4 marca 1993 | Norwegia Kjetil Juul Pedersen · Morten Aasebø · Remi Andersen · Tor Arne Hetland | Szwecja Thobias Fredriksson · Lars Carlsson · Fredrik Malmgren · Mathias Fredriksson | Finlandia Jarno Tyyskä · Mika Lindroos · Mauno Juola · Jani Talkkari |

Kobiety
| Konkurencja                     | Data         | Złoto                                                                           | Srebro                                                             | Brąz                                                                            |
| ------------------------------- | ------------ | ------------------------------------------------------------------------------- | ------------------------------------------------------------------ | ------------------------------------------------------------------------------- |
| Bieg na 15 km technika dowolną  | 6 marca 1993 | Irina Składniewa                                                                | Julija Czepałowa                                                   | Kateřina Neumannová                                                             |
| Bieg na 5 km techniką klasyczną | 2 marca 1993 | Kateřina Neumannová                                                             | Eva Kjerstadmo                                                     | Katrin Apel                                                                     |
| Bieg sztafetowy 4x5 km          | 4 marca 1993 | Rosja Natalja Masałkina · Olga Zamorozowa · Julija Czepałowa · Irina Składniewa | Szwecja Sara Akerström · Elin Ek · Sara Hugg · Anna Carin Olofsson | Finlandia Sari Koskinen · Satu Lyytikäinen · Annette Kullman · Johanna Lindholm |

### Skoki narciarskie
Mężczyźni
| Konkurencja                       | Data         | Złoto                                                                       | Srebro                                                                         | Brąz                                                                        |
| --------------------------------- | ------------ | --------------------------------------------------------------------------- | ------------------------------------------------------------------------------ | --------------------------------------------------------------------------- |
| Skocznia normalna - indywidualnie | 2 marca 1993 | Janne Ahonen                                                                | Andreas Widhölzl                                                               | Alexander Herr                                                              |
| Skocznia normalna - drużynowo     | 3 marca 1993 | Finlandia Risto Jussilainen · Janne Ahonen · Olli Happonen · Tuomo Kykkänen | Austria Gerhard Schallert · Ingemar Mayr · Thomas Kuglitsch · Andreas Widhölzl | Niemcy Stephan Pettersohn · Ronny Hornschuh · Bernd Börnig · Alexander Herr |

### Kombinacja norweska
Mężczyźni
| Konkurencja                                      | Data         | Złoto                                                     | Srebro                                                | Brąz                                                 |
| ------------------------------------------------ | ------------ | --------------------------------------------------------- | ----------------------------------------------------- | ---------------------------------------------------- |
| Skocznia normalna, bieg na 15 km - indywidualnie | 3 marca 1993 | Knut Borge Andersen                                       | Christoph Eugen                                       | Gard Myhre                                           |
| Skocznia normalna, bieg na 3x5 km - drużynowo    | 4 marca 1993 | Norwegia Knut Borge Andersen · Gard Myhre · Halldor Skard | Austria Jürgen Bär · Christoph Eugen · Felix Gottwald | Niemcy Christoph Braun · Sepp Buchner · Markus Görtz |

## Tabela medalowa
| Klasyfikacja medalowa | Klasyfikacja medalowa | Klasyfikacja medalowa | Klasyfikacja medalowa | Klasyfikacja medalowa | Klasyfikacja medalowa |
| Lp.                   | Państwo               | złoto                 | srebro                | brąz                  | złoto · srebro · brąz |
| --------------------- | --------------------- | --------------------- | --------------------- | --------------------- | --------------------- |
| 1.                    | Norwegia              | 4                     | 2                     | 1                     | 7                     |
| 2.                    | Rosja                 | 2                     | 1                     | 0                     | 3                     |
| 3.                    | Finlandia             | 2                     | 0                     | 2                     | 4                     |
| 4.                    | Szwecja               | 1                     | 3                     | 2                     | 6                     |
| 5.                    | Czechy                | 1                     | 0                     | 1                     | 2                     |
| 6.                    | Austria               | 0                     | 4                     | 0                     | 4                     |
| 7.                    | Niemcy                | 0                     | 0                     | 4                     | 4                     |